# بروذر علي
بروذر علي (بالإنجليزية: Brother Ali)‏ هو ملحن ومنتج أسطوانات ومغني أمريكي، ولد في 30 يوليو 1977 في ماديسون في الولايات المتحدة.

## وصلات خارجية
- الموقع الرسمي
- بروذر علي على موقع IMDb (الإنجليزية)
- بروذر علي على موقع ميوزك برينز (الإنجليزية)
- بروذر علي على موقع أول ميوزيك (الإنجليزية)
- بروذر علي على موقع ديسكوغز (الإنجليزية)